# Ли Му
Ли Му (кит. 李牧; ??? — 229 до н. э.) — генерал Чжао в Период Сражающихся царств. Полководцы Ли Му, Бай Ци, Ван Цзянь и Лянь По вместе были известны как Четыре Величайших Генерала Периода Сражающихся царств.

## Карьера
Ли Му начал свою карьеру военачальника со службы на северной границе в округ Яньмынь в области Дай, защищая земли царства Чжао от вторжений хунну. По своей должности он обладал большими полномочиями: он назначал по своему усмотрению чиновников и все налоги с торговли поступали в походную казну. Таким образом, на приграничной территории он замещал самого правителя. Эту огромную власть Ли Му использовал для заботы о солдатах и поддержания высокой боевой готовности вверенных ему войск. Ли Му заботился об обучении солдат стрельбе из лука и верховой езде, тщательно следил за состоянием сигнальных маяков, вёл усиленную разведку в приграничной области, рассылая многочисленных лазутчиков. По его приказу ежедневно забивались несколько голов крупного рогатого скота для пропитания воинов, к которым он относился великодушно, а подчинённые отвечали ему искренним уважением.
Перед лицом набегов кочевников Ли Му принял сугубо оборонительную тактику. Он отдал войскам приказ, в котором говорилось: «Если хунну вторгнутся с целью грабежа, немедленно собирайте имущество и укрывайтесь в укреплениях. Кто посмеет ловить варваров, будет обезглавлен».
В соответствии с этим приказом всякий раз, когда хунну вторгались в земли Чжао, сигнальные маяки на вышках заботливо зажигались, а войска сразу же собирали имущество и укрывались в укреплениях, не осмеливаясь вступать в сражение. Так продолжалось несколько лет, и никаких потерь чжаосцы не несли. Но из-за отказа Ли Му вступить в сражение хунну считали его трусом, и такого мнения о нём стали придерживаться сами чжаоские пограничные войска. Это мнение дошло до правитель Чжао, который стал порицать Ли Му, но Ли Му продолжал действовать по-прежнему. Тогда разгневанный правитель Чжао отозвал Ли Му и назначил вместо него другого генерала.
Новый командующий отказался от оборонительной тактики Ли Му. В течение года, каждый раз, когда являлись хунну, новый военачальник выходил на бой. В происшедших сражениях он потерпел несколько неудач, понёс большие потери, а на границах невозможно стало заниматься земледелием и скотоводством. Торговля в приграничной области замерла, так как торговцы не желали везти товары туда, где властвовали кочевники.
Правитель Чжао вновь обратился к Ли Му. Однако Ли Му закрыл двери своего дома и перестал выходить из него, упорно ссылаясь на болезнь. Тогда чжаоский правитель все же вынудил Ли Му встать с постели и приказал ему командовать войсками. Ли Му сказал: «Если вы непременно хотите назначить меня военачальником, то я буду действовать, как прежде, и только при этом условии решусь выполнить ваш приказ». Правитель Чжао был вынужден согласиться на это.
Прибыв к месту назначения, Ли Му стал действовать в соответствии со старой оборонительной тактикой. Хунну в течение нескольких лет не могли ничего захватить, но все же продолжали считать Ли Му трусливым. Солдаты пограничных войск, ежедневно получавшие награды, но сидевшие без дела, горели желанием сразиться с врагом.
Тогда Ли Му отобрал 1300 лучших колесниц, 13 тысяч лучших коней, пятьдесят тысяч храбрых воинов и сто тысяч метких стрелков из лука, организовал всех и обучил военным действиям. Он распустил весь скот, так что пасущиеся стада заполнили всю степь. Когда хунну вторглись небольшими силами, Ли Му притворился разбитым и отступил, оставив для сопротивления хунну несколько тысяч человек. Услышав об этом, шаньюй (правитель хунну) вторгся во владение Чжао во главе крупных сил, но Ли Му, устроивший многочисленные засады, выдвинул правые и левые крылья, напал на него. Ли Му окружил и наголову разбил хунну, истребив свыше ста тысяч всадников. Эти цифры уничтоженных хунну, приведённые Сыма Цянем в «Ши цзи», вряд ли полностью достоверны, но не приходится сомневаться в том, что кочевники понесли тяжёлые потери.
Затем Ли Му уничтожил племя даньлань, разбил племя дунху и вынудил сдаться племя линьху, шаньюй же бежал. После этого сокрушительного поражения хунну в продолжение более десяти лет не смели приближаться к пограничной стене во владении Чжао.
Но в это время на Чжао стала надвигаться другая, намного более грозная, чем хунну, сила. В III веке до н. э. Чжао стало объектом экспансии царства Цинь, которое вело почти непрерывные захватнические войны против всех своих соседей. После отставки выдающегося генерала Лянь По и назначения на его пост амбициозного генерала Чжао Ко царство Чжао понесло страшное поражение в битве при Чанпине в 260 до н. э., где выдающийся циньский полководец Бай Ци заманил в ущелье, окружил и уничтожил почти всю чжаоскую армию. Лянь По был вновь призван на службу, чтобы отразить нападение царства Янь, стремившегося оторвать часть чжаоских земель прежде, чем в Чжао вырастут новые воины. Лянь По успешно справился со своей задачей, разгромив превосходящие силы Янь, но вследствие интриг первого советника Го Кая вновь был отправлен в отставку и изгнан за пределы государства.
Тем временем нападения циньцев продолжались и усиливались, царство Цинь за 20 лет захватило почти сорок чжаоских городов. Во время атаки на Хань в 234 до н. э. опасаясь, что Чжао, как и в 270 до н. э., придёт Хань на помощь, Цинь отправило против Чжао армию под руководством Хуань И. В битве при Пинъяне чжаоская армия была разбита, потеряв 100 тысяч человек (циньцы, как обычно, вырезали всех попавших в плен). Циньские армии к этому времени уже захватили значительную часть коренных чжаоских земель, тогда как Чжао было дипломатически изолировано от потенциальных союзников, не имея надёжных и постоянных внешнеполитических партнёров.
В этот грозный для государства час правитель Чжао назначил Ли Му главнокомандующим. Прибыв на фронт во главе войск с северной границы и соединив их с контингентами из столичной области, Ли Му приказал войскам на юге использовать успешно испытанную на севере тактику обороны и выжидания удобного момента для перехода в наступление. В результате в 233 до н. э. в битве при Фэй чжаоский полководец нанёс сокрушительное поражение стотысячной армии Хуань И, которая была почти полностью истреблена. Хуань И бежал в царство Янь, опасаясь возмездия за разгром его армии — обычным наказанием циньского вана для потерпевших поражение полководцев была смерть. За одержанную победу Ли Му был удостоен чжаоским ваном исключительно высокого звания «уань-цзюнь» (правитель, умиротворяющий оружием), что приблизительно соответствует современному званию фельдмаршала или даже генералиссимуса. В 232 до н. э. циньцы напали на Фаньу (в некоторых текстах — Паньу), но опять были разбиты. Войска Ли Му, двигаясь к югу, также отразили наступление войск царств Хань и Вэй, являвшихся тогда союзниками царства Цинь. Тем не менее чжаоские армии тоже понесли существенные потери, и отступили, чтобы прикрыть столицу царства город Ханьдань.
Природные бедствия последующих лет (землетрясение в области Дай в 231 до н. э.и сильная засуха в 230 до н. э., вызвавшая голод) существенно подорвали обороноспособность Чжао, и Цинь, используя это обстоятельство, в 229 до н. э. направило против Чжао огромные силы. Циньские армии, руководимые генералом Ван Цзянем, наступали с запада, а силы во главе Ян Дуаньхэ и Цзян Хуем шли с юга, из района Хэнэя. Поскольку циньские войска в полевом сражении обладали значительным превосходством, Ли Му снова укрыл войска за мощными укреплениями, и ситуация стала патовой: циньцы при безуспешных попытках атаковать чжаоские укрепления несли большие потери, в то время как чжаоский полководец не желал выводить войска из укреплений и вести полевое сражение с численно превосходящим противником.
Тогда циньцы в очередной раз сделали ставку на интриги, чтобы устранить талантливого полководца, которого не сумели победить в сражении. Подкупив большим количеством золота все того же первого министра Го Кая, циньские агенты смогли очернить Ли Му, обвинив его в подготовке мятежа и сговоре с циньцами. Циньская интрига достигла успеха, в результате чего Ли Му был снят с должности и казнён, а его заместитель генерал Сыма Шан смещён с поста. Произошло это в правление Цяна, сына предыдущего правителя от наложницы-танцовщицы. Престол Цян-вану достался благодаря уговорам матери в ущерб правам законного наследника, сына жены. На пост чжаоского главнокомандующего был поставлены генерал Чжао Цун и циский полководец Янь Цзюй, не имевшие способностей, сравнимых с полководческим талантом Ли Му.
Узнав о казни великого чжаоского генерала, через три месяца циньцы атаковали и разбили чжаоские войска. Чжао Цун погиб в бою, Янь Цзюй бежал. После этого циньские войска в 228 году до н. э. захватили Чжао, взяв его правителя Цяна (Ю-мяо-вана) в плен. Через шесть лет в 222 году до н. э. циньцы оккупировали последний незахваченный ими клочок чжаоской земли в области Дай и взяли его правителя Дай-вана в плен. Царство Чжао было окончательно уничтожено и навсегда исчезло со страниц истории.

## Критика историографических источников
Анализ структуры 81-й главы «Исторических записей» Сыма Цяня, где сообщается о подвигах Ли Му, показывает однако, что данный сюжет является поздней интерполяцией в текст главы, а наименование «хунну» использовано в собирательном значении, как
общее типичное для эпохи Хань обозначение «северных варваров».[1]
[1]
Миняев С. С. Чжаоский полководец Ли Му и его борьба с «сюнну»//
Записки ИИМК РАН, вып. 9, СС. 123—131. СПб, «Дмитрий Буланин»,
2014.